# NICAS
Nitratos de Castilla, también conocida por su acrónimo NICAS, fue una empresa española del sector químico con sede en Valladolid. A lo largo de su existencia estuvo dedicada a la elaboración de fertilizantes y abonos. Llegó a formar parte del conglomerado Instituto Nacional de Industria (INI). 

## Historia

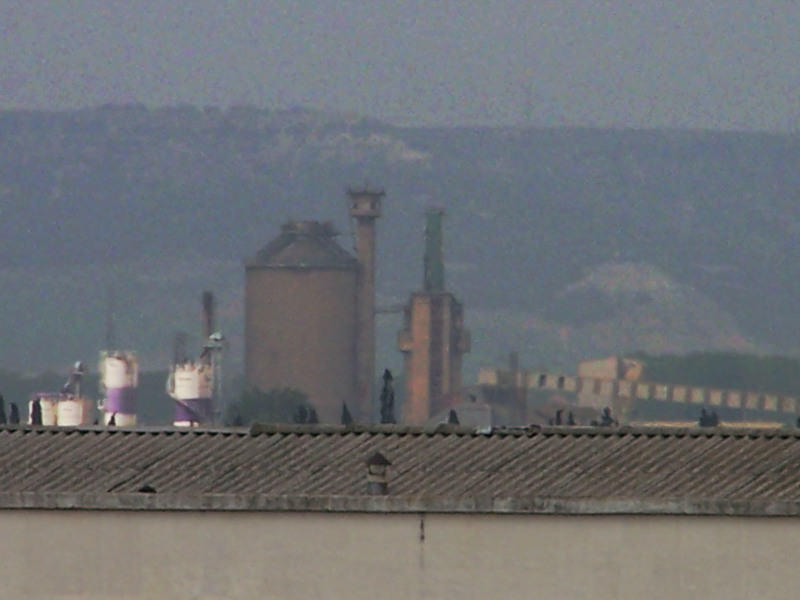
Antigua fábrica de Nicas, año 2006.

La empresa fue fundada en 1940 con el fin de fabricar y comercializar productos químicos, en especial fertilizantes nitrogenados y nitrato amónico. «Nitratos de Castilla» dispuso de una factoría en Valladolid, inaugurada en 1950 por el propio Francisco Franco en persona junto con ENDASA y la Granja José Antonio. NICAS llegó a formar parte del Instituto Nacional de Industria (INI), un conglomerado estatal que estaba encargado de la promoción industrial. 
Hacia 1986 el grupo Explosivos Río Tinto (ERT) se hizo con el control de NICAS, dentro del plan general de reconversión del sector de fertilizantes. Unos años después la empresa pasó a formar parte de la órbita del holding Ercros, por la participación que su filial Fesa-Enfersa pasó a tener en el accionariado de NICAS. En ese contexto, tanto Ercros como Fesa-Enfersa se declararon en suspensión de pagos el 8 de julio de 1992, lo que comprometió el futuro de NICAS. La empresa tuvo actividad hasta el 23 de junio de 1993, cuando el Ministerio de Trabajo autorizó el cierre y el despido de los 266 empleados que tenía, lo que provocó protestas. Durante los siguientes años se especuló con una posible reapertura que nunca se produjo.
Durante la época que funcionó la empresa fue una de los principales responsables de la contaminación en la ciudad.
En la década de 2000 parte del antiguo complejo industrial de «Nitratos de Castilla» fue demolido para convertirlo en un polígono industrial ocupado por Queserías Entrepinares y Panibérica de Levaduras. Otros terrenos fueron comprados por el Ayuntamiento para la construcción de viviendas de protección oficial.